# Alexander Mlasowsky
Alexander Mlasowsky (* 19. November 1962 in Homberg (Efze)) ist ein deutscher Klassischer Archäologe.

## Werdegang
Alexander Mlasowsky legte das Abitur am Burgdorfer Gymnasium ab und wollte anschließend zunächst Paläontologie studieren. Er studierte ab 1983 dann aber Klassische Archäologie, Alte Geschichte, Altorientalistik sowie Vor- und Frühgeschichte an den Universitäten Hamburg und Heidelberg und schloss sein Studium mit der Promotion an der Universität Hamburg ab. Für seine Arbeit erhielt er den Förderpreises der „Dr. Helmut und Hannelore Greve Stiftung für Kultur und Wissenschaften“ der Joachim-Jungius-Gesellschaft der Wissenschaften. Von 1990 bis 1992 war er Wissenschaftlicher Mitarbeiter an der Universität Hamburg, 1993/1994 daselbst Dozent, 1996 an der Universität Rostock sowie erneut 1998 in Hamburg. 1988 bis 1995 war Mlasowsky Freier Mitarbeiter des Kestner-Museums in Hannover, 1992 bis 1997 des Archäologischen Instituts der Universität Hamburg. Zwischen 1993 und 1997 war er im Rahmen des Projektes Corpus Vasorum Antiquorum Deutschland an der Bayerischen Akademie der Wissenschaften angestellt. Seit 1998 ist er mit seiner Firma Artacon – Art & Archaeology Consulting selbstständig, die er als Geschäftsführer leitet.
Mlasowsky beschäftigt sich mit der griechischen Architektur, der Lateinischen Epigraphik, der Römischen Geschichte, der antiken Porträtkunst, den historischen Reliefs sowie der römischen Numismatik. In seiner Zeit am Kestner-Museum in Hannover verfasste er mehrere Kataloge zur Antikensammlung, darunter einen Band des Corpus Vasorum Antiquorum Deutschland. Mit seiner Firma arbeitet er in zwei Richtungen: zum ersten beschäftigt er sich in der Öffentlichkeitsarbeit, begleitet auf Bildungsreisen, hält Vorträge, gibt Seminare sowie Arbeitsgemeinschaften und kuratiert Ausstellungen. Der zweite Schwerpunkt liegt in der Betreuung von Privatsammlungen, was auch die Betreuung bei Auktionen einschließt.
Im März 2022 gründete Mlasowsky mit sechs Mittel- und Oberstufenschülern des Gymnasiums Burgdorf das Film-Team ‘artaconfilms’. Es werden Filme von archäologischen Ausgrabungen und paläontologischen Aufschlüssen in den Ländern Deutschland, Schweiz, Italien und Schottland gedreht. So entstand ein Film über die archäologische Ausgrabung in Rivanazzano Terme (località Cascina Isola Felice) bei Pavia in Norditalien. Die baulichen Strukturen werden zur Zeit als ländliches Heiligtum gedeutet. In Planung befinden sich Filmarbeiten in Pompeji und Sakkara.

## Schriften (Auswahl)
- Die Aschenurne des Germanicus. Deutungsvorschlag eines Lampenmotivs im Kestner-Museum, Hannover, Mitteilungen des Deutschen Archäologischen Instituts, Römische Abteilung 98, 1991, S. 223–230.
- Die antiken Tesseren im Kestner-Museum Hannover. Jetons, Spiel- und Verteilungsmarken im alten Rom (= Sammlungskataloge des Kestner-Museums Hannover, Band 10), Kestner-Museum, Hannover 1991, ISBN 3-924029-16-4.
- Herrscher und Mensch. Römische Marmorbildnisse in Hannover. Kestner-Museum, Hannover 1992, ISBN 3-924029-19-9.
- Die antiken Tonlampen im Kestner-Museum Hannover (= Sammlungskataloge des Kestner-Museums Hannover, Band 8), Kestner-Museum, Hannover 1993, ISBN 3-924029-13-X.
- Nomini ac fortunae Caesarum proximi. Die Sukzessionspropaganda der römischen Kaiser von Augustus bis Nero im Spiegel der Reichsprägung und der archäologischen Quellen. In: Jahrbuch des Deutschen Archäologischen Instituts 111, 1996, S. 249–388 (= Dissertation).
- Corpus Vasorum Antiquorum Deutschland. Band 72. Hannover, Kestner-Museum Band 2. C. H. Beck, München 2000, ISBN 3-406-46822-5.
- Imago imperatoris. Römische Kaiserbildnisse einer norddeutschen Sammlung (= Schriften der Archäologischen Sammlung Freiburg, Band 6). Biering und Brinkmann, München 2001, ISBN 3-930609-30-4.
- Imagines Imperii. Griechische und römische Bildnisse einer norddeutschen Sammlung. Philipp von Zabern, Mainz 2006, ISBN 3-8053-3629-2.
- Ara Pacis. Ein Staatsmonument des Augustus auf dem Marsfeld (= Kulturführer zur Geschichte und Archäologie). Philipp von Zabern, Mainz 2010, ISBN 978-3-8053-4155-4.
- Ein Porträt des Nero einmal anders – Petrographische und geochemische Untersuchungen. In: Kathrin Barbara Zimmer (Herausgeberin): Rezeption, Zeitgeist, Fälschung – Umgang mit Antike(n). Akten des Internationalen Kolloquiums am 31. Januar und 1. Februar 2014 in Tübingen (= Tübinger Archäologische Forschungen, Band 18). Verlag Marie Leidorf, Rahden/Westf. 2015, ISBN 978-3-89646-998-4, S. 223–228.